# ミルトン・アルバレス
ミルトン・アルバレス（Milton Álvarez, 1989年1月26日 - ）は、アルゼンチン・ムンロ出身のサッカー選手。ポジションはゴールキーパー。キルメスAC所属。

## 経歴
2008年にCAコレジアレスでプロキャリアを始める。2010年にはウラカン・デ・トレス・アロヨズに移籍した。
2016年1月3日にはCDモロンに加入し、2年間で67試合に出場、同クラブのプリメーラB・ナシオナル昇格に貢献した。2018年7月、CAインデペンディエンテに移籍し、プリメーラ・ディビシオンに舞台にはじめて降り立った。